# كتائب المتطوعين في أوكرانيا

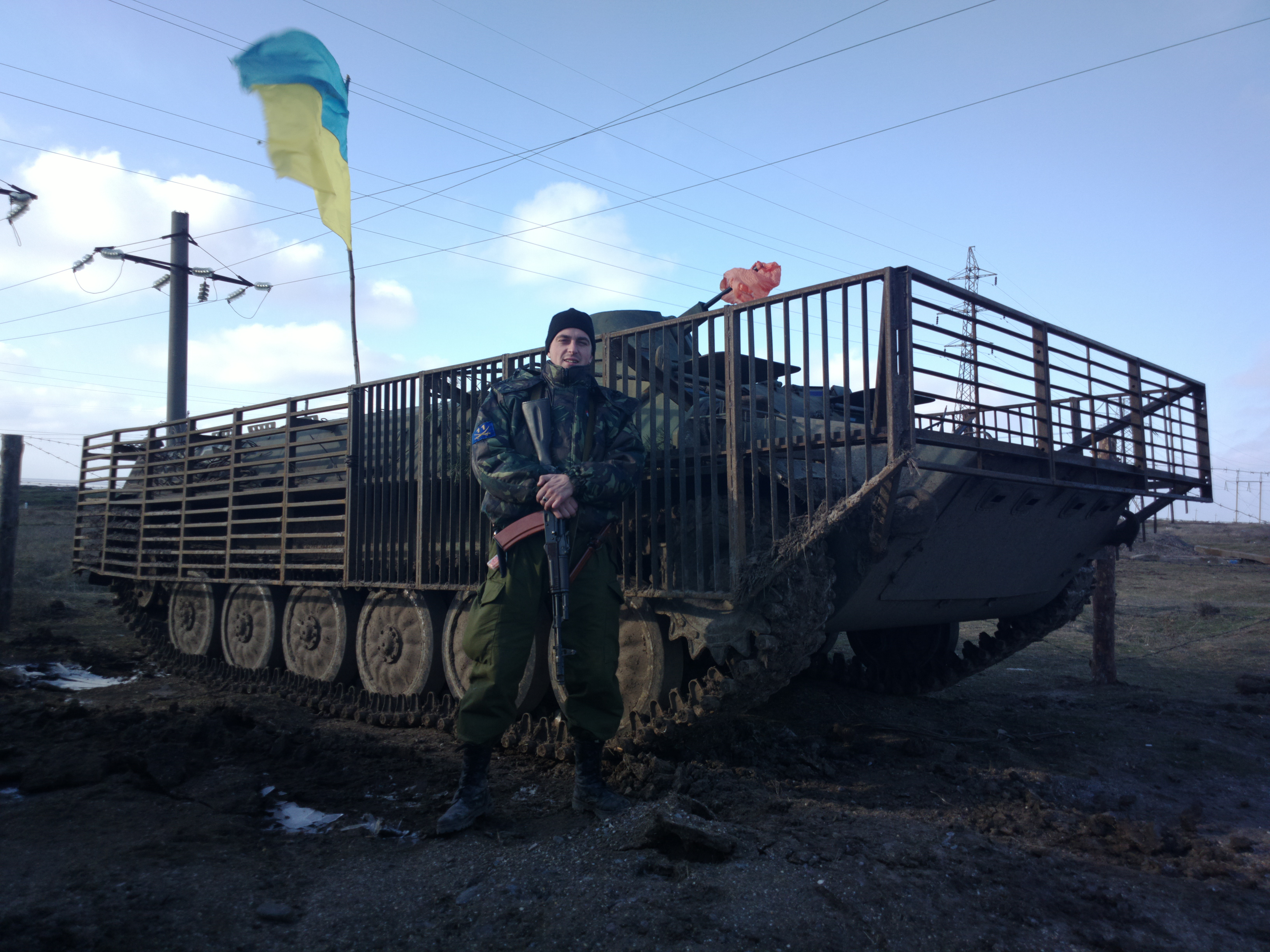
مقاتلة كتيبة الدفاع الإقليمي 11 "كييفان روس" 2014

كتائب المتطوعين الأوكرانية ((بالأوكرانية: Добровольчі батальйони) ، بشكل رسمي أكثر (بالأوكرانية: Добровольчі військові формування України، ت.ح. 'Volunteer military formations of Ukraine') ، أو الاختصار (بالأوكرانية: Добробати)) تم حشدها كرد فعل للحالة الملحوظة للضعف وعدم الرغبة في مواجهة تصاعد النزعة الانفصالية في ربيع 2014. في وقت لاحق تم إضفاء الطابع الرسمي على الوحدات الأولى لهؤلاء المتطوعين في الجيش والشرطة الخاصة والتشكيلات شبه العسكرية ردًا على التدخل العسكري الروسي في أوكرانيا. تم تشكيل معظم التشكيلات من قبل الأجهزة الحكومية في وزارتي الدفاع والداخلية. وهذه الأقلية مستقلة.
اعتبارًا من سبتمبر 2014، شاركت 37 كتيبة متطوعة بنشاط في معارك الحرب في دونباس. بعض مقاتلي الكتائب هم نشطاء سابقون في الميدان الأوروبي، لكن خلفيتهم الاجتماعية متنوعة للغاية. ومن بينهم طلاب وضباط عسكريون. يتمتعون بمستوى عالٍ من الدعم في المجتمع الأوكراني الذي احتل المرتبة الثانية بين المؤسسات الأكثر احترامًا في البلاد. ومع ذلك، فإن علاقاتهم الوثيقة مع الأوليغارشية الأوكرانية تثير خطرًا كبيرًا من أن تصبح التشكيلات التطوعية مسيسة أو تتحول إلى جيوش خاصة. كانت ظاهرة الكتيبة التطوعية، التي صدرت لها أوامر بمغادرة الخطوط الأمامية في عام 2015، قد انتهت إلى حد كبير في غضون عام من بدايتها.

## تشكيلات المتطوعين التي تسيطر عليها الحكومة

### وزارة الدفاع
منذ ربيع 2014، شكلت وزارة الدفاع 32 كتيبة دفاع إقليمية. في نهاية عام 2014، أعيد تنظيم كتائب الدفاع الإقليمي في شكل كتائب مشاة آلية.
إلى جانب كتائب الدفاع الإقليمية، تم تشكيل العديد من الوحدات النظامية للقوات المسلحة الأوكرانية من متطوعين، مثل كتيبة الطائرات الثالثة «فينيكس» أو كتيبة الاستطلاع الرابعة والخمسين «أونسو». في عام 2015، تم إنشاء كتيبة سبيتسناز 46 «دونباس أوكرانيا» من متطوعين من كتيبة دونباس الذين قرروا التحول من الحرس الوطني الأوكراني إلى القوات المسلحة.

### وزارة الشؤون الداخلية
وقد أنشأت وزارة الداخلية 56 وحدة شرطة دورية المهام الخاصة يتراوح حجمها من سرية إلى كتيبة. بعد عدة عمليات إعادة تنظيم، تقلص هذا الرقم إلى 33 وحدة.
أنشأ الحرس الوطني الأوكراني، التابع لوزارة الشؤون الداخلية، العديد من كتائب الاحتياط، من بينها كتيبة دونباس وكتيبة الجنرال كولشيتسكي المكونة من متطوعين ونشطاء الميدان.
وفقًا لوزير الداخلية أفاكوف، قُتل في منتصف أبريل / نيسان 2016 205 من أفراد الخدمة من كتائب المتطوعين بالوزارة، بما في ذلك الحرس الوطني.

### فيلق المتطوعين الأوكراني

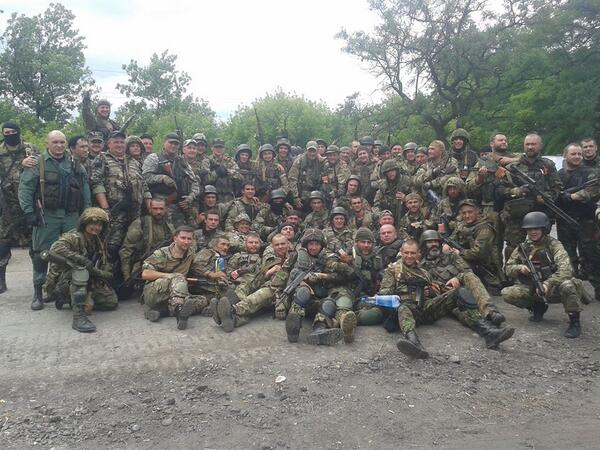
فيلق المتطوعين الأوكراني ، 2014

وشكل القطاع الأيمن عدة كتائب عرفت باسم الفيلق التطوعي الأوكراني. في ربيع عام 2015، كانت هناك محاولات لدمج المتطوعين الأوكرانيين في الجيش الأوكراني أو الحرس الوطني.

### الفيلق الوطني الجورجي
الفيلق الوطني الجورجي هو وحدة شبه عسكرية مكونة في الغالب من متطوعين من أصل جورجي يقاتلون إلى جانب أوكرانيا في الحرب في دونباس. تم تنظيم الوحدة في عام 2014 بهدف معلن «مواجهة العدوان الروسي». يقود المجموعة ماموكا مامولاشفيلي، وهو ضابط جورجي مخضرم. يوجد أيضًا أعضاء في الفيلق الوطني الجورجي ممن لديهم خبرة في حروب الشيشان.

### كتيبة أون
كانت كتيبة «منظمة القوميين الأوكرانيين» تعمل في منطقة بيسكي، دونيتسك. تم حل الكتيبة في أيلول 2019؛ كواحدة من الوحدات الأخيرة التي تتألف فقط من الجنود المتطوعين.

### المقاتلون الأجانب
انضم المقاتلون الأجانب بشكل رئيسي من بيلاروسيا وجورجيا وروسيا (حوالي 100 رجل من كل بلد) إلى كتائب المتطوعين. وانضم إليهم مقاتلون من أستراليا والولايات المتحدة وفرنسا وألمانيا وكازاخستان والنرويج والسويد وجورجيا وبولندا وإسبانيا وجمهورية التشيك والمملكة المتحدة وأوزبكستان وكرواتيا وإيطاليا وألبانيا وكندا والهند.
في يوم الاثنين، 28 فبراير 2022، حضر العديد من البريطانيين للتسجيل في السفارة الأوكرانية في لندن، وكثير منهم على استعداد لوضع حياتهم على المحك لمساعدة أوكرانيا 
طالب مقاتلون أجانب من روسيا البيضاء وروسيا بالحصول على الجنسية الأوكرانية خوفًا من الاضطهاد في بلادهم. أقر البرلمان الأوكراني قوانين لتبسيط هذا الأمر بالنسبة لهم. ومع ذلك، اشتكى المقاتلون الأجانب من روسيا البيضاء وروسيا من أن الحصول على هذه الجنسية استغرق وقتًا طويلاً.

### كتائب المسلمين
نقلاً عن صحيفة نيويورك تايمز، هناك ثلاث كتائب إسلامية متطوعة تقاتل إلى جانب الجانب الأوكراني.

#### كتيبة جوهر دوداييف
كتيبة جوهر دوداييف، المسماة أصلاً «كتيبة شيشانية»، تأسست في مارس 2014. سميت فيما بعد على اسم أول رئيس للشيشان وزعيم المتمردين دزخار دوداييف ومقرها في نوفوموسكوفسك في دنيبروبتروفسك أوبلاست. اعتبارًا من أواخر مايو 2015، كانت الوحدة في طور التصديق كجزء من وزارة الداخلية الأوكرانية. وسينضم أعضاؤها الأوكرانيون إلى كتيبة زولوتي بوروتا، بينما من المتوقع أن ينضم أعضاؤها الأجانب إلى وحدات الجيش بموجب مشروع قانون يمكّن المقاتلين الأجانب من الحصول على الجنسية الأوكرانية. معظم الأعضاء من أصل أوكراني، ولكن هناك أيضًا شيشانيون من دول أوروبية وكذلك من الشيشان ويضم أيضًا مسلمين آخرين مثل الأذربيجانيين والإنجوش والتتار، بالإضافة إلى الجورجيين. الكتيبة «تنظر إلى الحرب على أنها جزء من صراع أوسع ضد الإمبريالية الروسية ونظام قاديروف». الكتيبة متخصصة في التخريب والتصدي للمجموعات التخريبية.

#### كتيبة الشيخ منصور
تم الإبلاغ عن كتيبة شيشانية أخرى، سميت على اسم الشيخ منصور، بالدفاع عن خط الجبهة بالقرب من ماريوبول في عام 2015. تم إنشاؤه من قبل أعضاء سابقين في كتيبة جوهر دوداييف. تم حل الكتيبة في أيلول 2019؛ كواحدة من الوحدات الأخيرة التي تتألف فقط من الجنود المتطوعين.

#### كتيبة نعمان جيلبيتشان
كتيبة نعمان جيلبيتشان هي كتيبة من تتار القرم متمركزة في منطقة خيرسون التي تحد شبه جزيرة القرم. ولم تشارك في أي عمليات قتالية. لم تعد الكتيبة موجودة فعليًا في عام 2016. وقد انضم العديد من أعضائها إلى كتائب متطوعين أخرى أو انضموا إلى الجيش الأوكراني. وبحسب ما ورد تلقت الكتيبة مساعدة من تركيا.

## اللواء الدولي
في أعقاب غزو القوات الروسية لأوكرانيا عام 2022، حث الرئيس الأوكراني، فولوديمير زيلينسكي، المتطوعين الأجانب على السفر إلى السفارات الأوكرانية في جميع أنحاء العالم للانضمام إلى «اللواء الدولي» الجديد للقوات المسلحة الأوكرانية.